# Nowy Staw (przystanek kolejowy)
Nowy Staw (ukr. Новий Став, ros. Новый Став) – przystanek kolejowy w miejscowości Nowy Staw, w rejonie lwowskim, w obwodzie lwowskim, na Ukrainie. Leży na linii Lwów – Łuck – Kiwerce.